# Арутюнян, Андраник Альбертович
Андраник Альбертович Арутюнян (арм. Անդրանիկ Ալբերտի Հարությունյան; род. 25 января 1977, Абовян) — армянский политик, депутат Национального собрания Армении от Республиканской партии Армении (с 2017 года).

## Биография
Родился 25 января 1977 года в Абовяне. Окончил факультет правоведения Ереванского государственного университета в 2000 году.
Занимался бизнесом: в 1997—2003 годах руководил основанном им компанией «А. А. Арутюнян», в 2003—2017 годах работал в Армросгазпром (ныне Газпром Армения) в Ереване и Арташате, последняя должность — директор Арташатского ФГГ.
2 апреля 2017 года избран депутатом Национального собрания Армении по избирательному округу № 10 в составе территориального избирательного списка Республиканской партии Армении. В составе Национального собрания входил в комиссию по государственно-правовым вопросам и защите прав человека и следственную комиссию по изучению деятельности систем снабжения и распределения газа и электроэнергии и обоснованности действующих тарифов на газ и электроэнергию.

## Личная жизнь
Женат, имеет двоих детей.